# 図書印刷同朋舎
株式会社図書印刷同朋舎（としょいんさつ どうほうしゃ）は、京都府京都市中京区に本社をおく印刷会社。通称は同朋舎。株式会社ティ・プラスの100%子会社。

## 概要
仏教書や人文関係の専門書などの出版・受託印刷を行っている。
1918年に創業し、1964年1月に法人へ改組。旧社は、学術書・社史・寺史の出版のほか、カレンダー・ポスター・カタログ・パンフレット・手帳などの印刷物の企画・制作の他にも、自費出版物の編集・印刷も行っていた。
1997年12月期には30億4383万円の売上があった。しかし、インターネットの普及による紙媒体の減少傾向により売上が低下。そのため旧社は、社寺の宣伝のためドローンによる広告動画撮影に乗り出して経営改善に乗り出したものの、減収分をカバーするには至らなかった。
2019年12月期に9587万円の最終赤字を計上したと同時に、債務超過へ転落。さらに、新型コロナウイルスにより受注が大幅に落ち込んだ。このため旧社は、2020年7月に京都市中京区に本社を置くティ・プラスが設立した株式会社図書印刷同朋舎（以下新社）へ一部事業を譲渡した。なお、新社は自費出版事業は継承しない他、新社の社長もティ・プラスの社長が兼務する。
旧社は新社への事業譲渡後の2020年7月17日に、関連会社である有限会社東洋企画と共に京都地方裁判所から破産手続開始決定を受けた。旧社は2021年10月22日に法人格が消滅した。

## 沿革

### 旧：株式会社図書印刷同朋舎
- 1918年 - 創業者足利浄圓が京都市下京区中堂寺にて創業。
- 1964年1月16日 - 株式会社図書印刷同朋舎として法人に改組。
- 1988年 - デアゴスティーニ・ジャパンと提携し、同社の日本進出を支援。
- 2020年7月17日 - 京都地方裁判所から破産手続開始決定を受ける。
- 2021年10月22日 - 法人格消滅。

### 新：株式会社図書印刷同朋舎
- 2020年
  - 7月7日 - 設立。
  - 7月18日 - 旧社から事業を譲受して営業開始。
  - 9月23日 - 本社をティ・プラスと同一地に移転。

## 創業者
創業者の足利浄圓（1878－1960、本名・藤沢浄円）は、浄土真宗最高位の勧学を授けられた高僧・足利義山の孫。義山の長女サトと俵順亮の二男として生まれたが、2歳で母を亡くし、母方実家の勝願寺（広島県福山市）で育ち、高輪の仏教大学を卒業後、1902年に渡米、シアトル、サクラメント、フレズノ、サンノゼの仏教会に駐在し、カリフォルニアの各地に仏教会を設立、1906年、いとこの夫でハワイで開教活動をしていた本願寺派僧侶の今村恵猛の招きでハワイに移り、若い労働者のための夜間学校や仏教青年会を開くなど布教活動をしたが、病のため1908年に帰国、1918年京都で同朋舎を設立した。1924年雑誌「同朋」を創刊、1933年真宗学研究所（のちの自照舎）を設立。京都女子学園創始者の甲斐和里子は母方の叔母。